# サラリーマンミニミニ作戦
『サラリーマンミニミニ作戦』（サラリーマンミニミニさくせん）は、1970年4月1日から同年9月30日までフジテレビで放送されていた人形アニメである。全27話。放送時間は毎週水曜 21:56 - 22:00 （日本標準時）。

## 概要
青年サラリーマン「名瀬場成」（なせば なる）が、アシスタントの「おちゃクミコ」とともにサラリーマンの処世術を訴える作品。『0戦はやと』や『ハリスの旋風』などのセルアニメや『マグマ大使』などの特撮で知られるピー・プロダクションが制作した、社会人向けのミニアニメである。名瀬場の声を担当したのは、当時「やったぜセニョール」や「グラッチェ」などのギャグで一世を風靡した漫談家のケーシー高峰。
本作の終了後も、同時間帯では引き続きピープロ制作の社会人向けアニメ『われらサラリーマン党』が放送された。ただし、こちらはセルアニメである。

## 声の出演
- 名瀬場成 - ケーシー高峰
- おちゃクミコ - 不明

## スタッフ
- 演出 - 鴬巣富雄（うしおそうじ）
- 人形製作 - 小室一郎
- 撮影 - 中野好偉
- 制作 - フジテレビ、ピー・プロダクション